# Kelpie
Kelpie (each uisge, anglikanizirano - odnosno vodeni konj - galski) je mijenjač oblika koji po Galskom folkloru lovi u rijekama i jezerima u Škotskoj. Na Orkneyu nazivan je Nuggle, a na Shetlandu Shoopiltee. Najvjerojatnije je nastao iz Germanske mitologije jer se pojavljuje i u Skandinavskom folkloru pod imenom Bäckahästen.